# Elisabeth I.

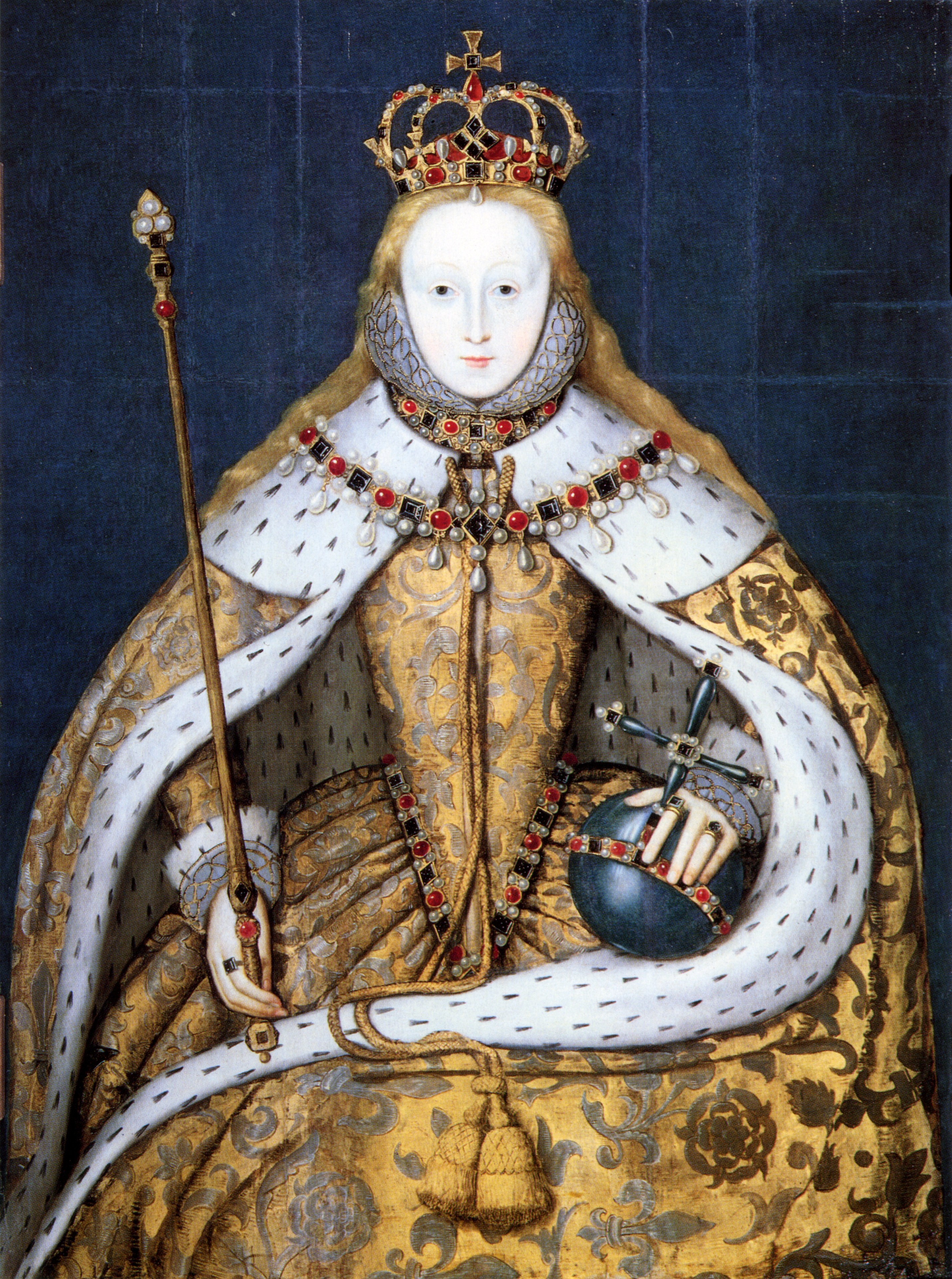
Elisabeth I. (Krönungsporträt und Unterschrift)

Elisabeth I., englisch Elizabeth I, eigentlich Elizabeth Tudor, auch bekannt unter den Namen The Virgin Queen, The Maiden Queen („Die jungfräuliche Königin“), Gloriana oder Good Queen Bess (* 7. September 1533 im Palace of Placentia, Greenwich; † 24. März 1603 im Richmond Palace, Richmond upon Thames), war vom 17. November 1558  bis an ihr Lebensende Königin von England und Irland.
Elisabeth war die Tochter Heinrichs VIII. und das fünfte und letzte Mitglied der Tudor-Dynastie auf dem englischen Thron. Ihre Mutter war Anne Boleyn. Ihre 45 Jahre währende Regierungszeit wurde als Elisabethanisches Zeitalter bekannt. In jener Zeit erhielt die Anglikanische Kirche ihre endgültige Ausprägung, es entstanden zahlreiche künstlerische Werke von Dramatikern wie William Shakespeare, Christopher Marlowe oder Ben Jonson, Lyrik mit Sonetten und Liedgedichten, es wurden die modernen Wissenschaften mit Francis Bacon begründet und der englische Freibeuter Francis Drake umsegelte die Welt. In Amerika wurde die erste englische Kolonie gegründet und zu ihren Ehren Virginia benannt.

## Biografie

### Jugend und Thronfolge

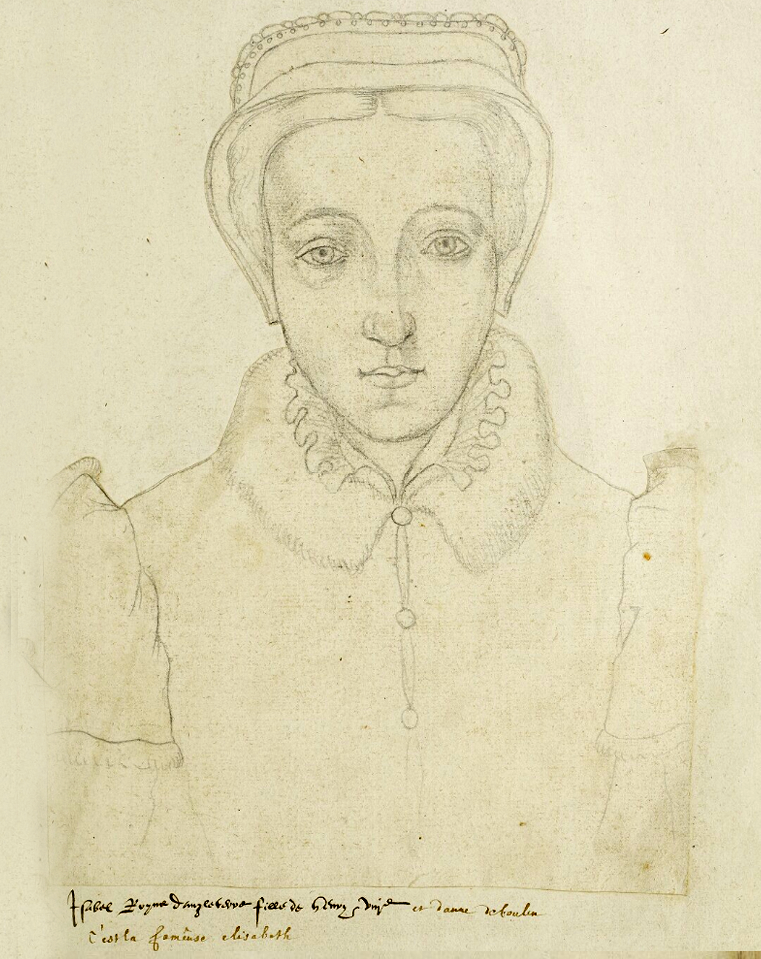
Elisabeths Porträt aus dem Recueil d’Arras, Jacques Le Boucq zugeschrieben

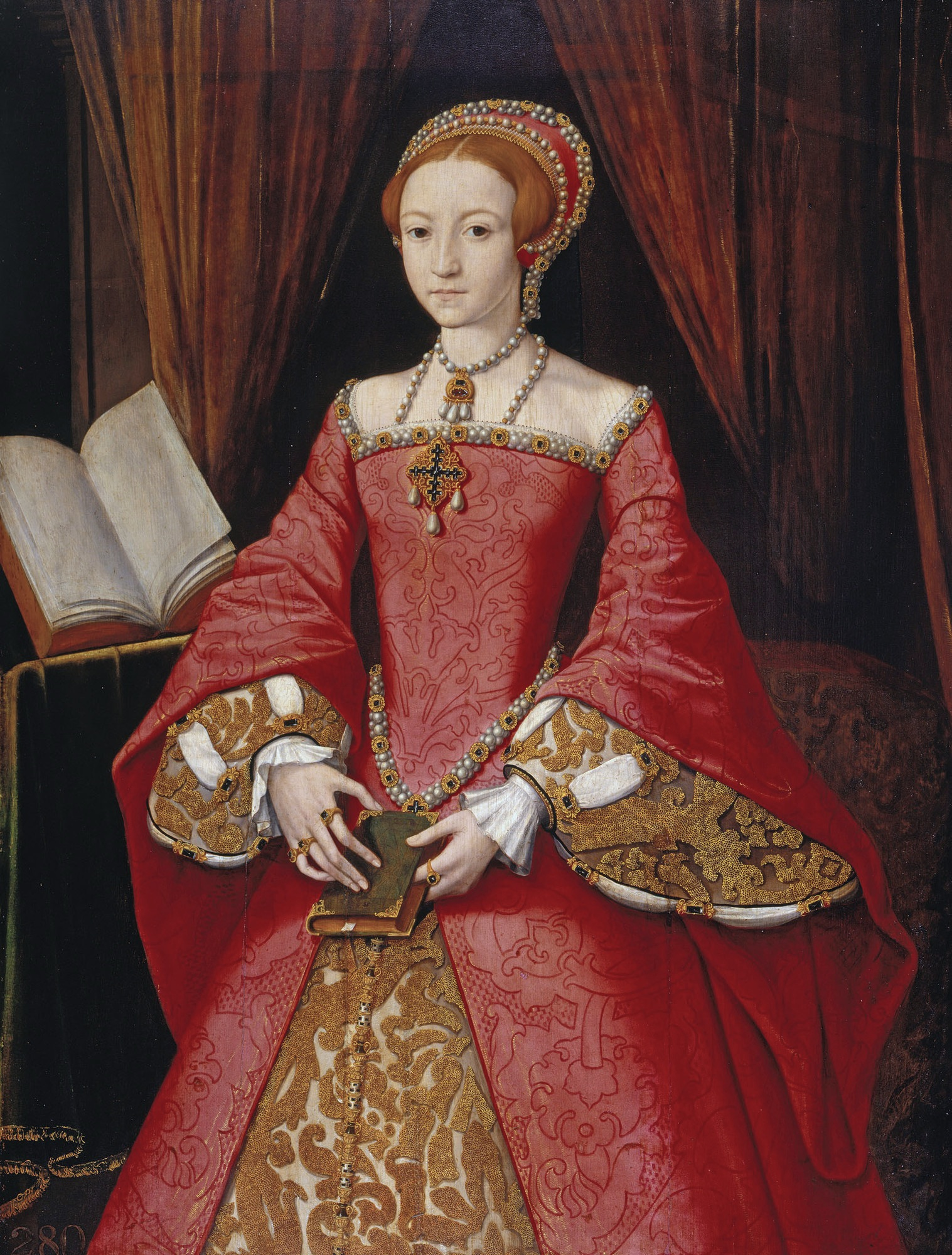
Elisabeth mit 13 Jahren

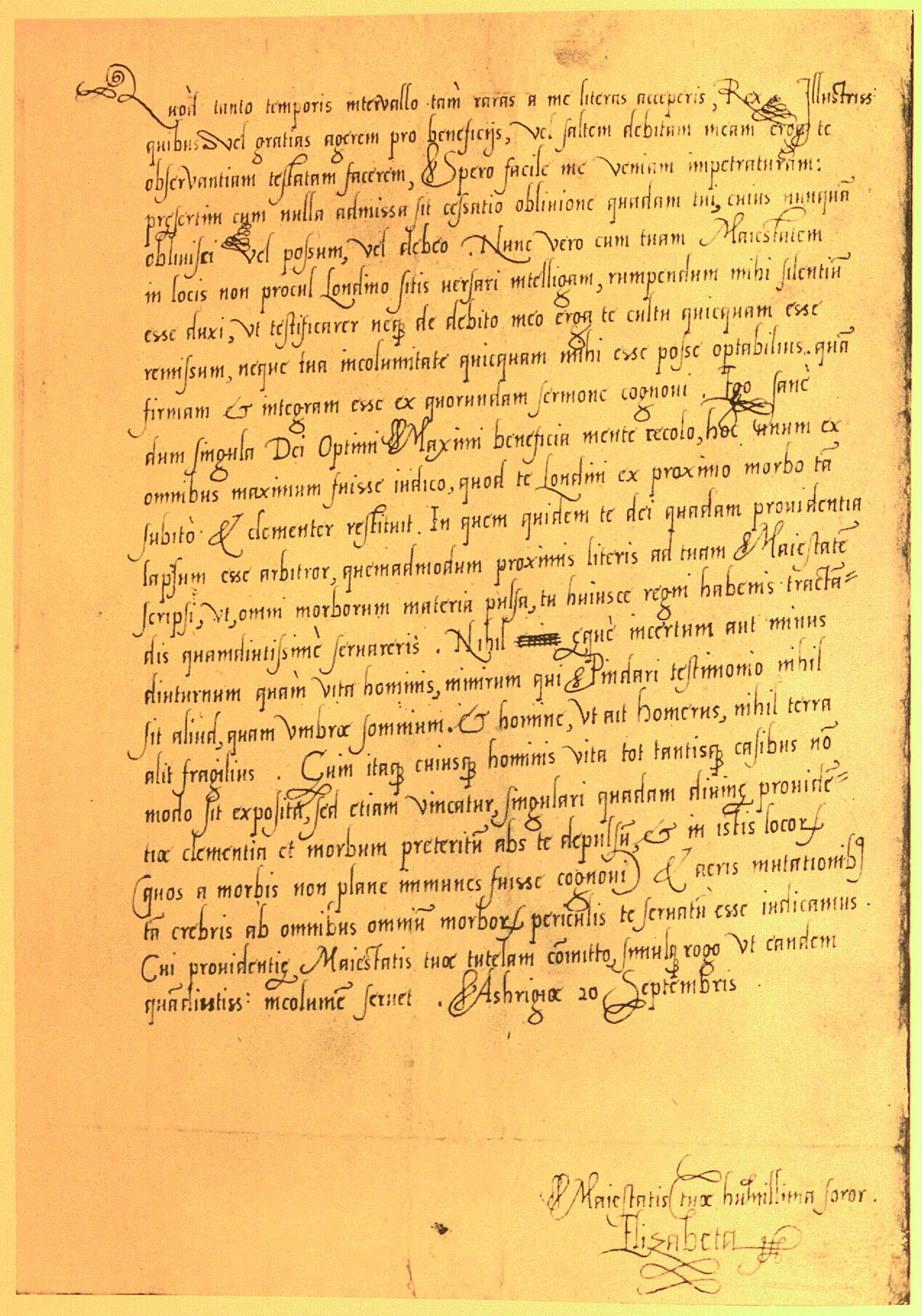
Ein eigenhändiger Brief Elisabeths vom 20. September 1552 an ihren Bruder, König Eduard VI. London, British Library, Harley 6986, fol. 23r

Elisabeth Tudor wurde im Greenwich Palace an der Themse in der „Chamber of Virgins“ am 7. September 1533 zwischen 15 und 16 Uhr als Tochter von Heinrich VIII. und Anne Boleyn geboren und nach ihren Großmüttern väterlicher- und mütterlicherseits, Elizabeth of York und Elizabeth Howard, benannt. Elisabeth wurde nach der Hinrichtung ihrer Mutter für illegitim erklärt und zusammen mit ihrer älteren Halbschwester Maria von der Thronfolge ausgeschlossen, da Heinrich einen Sohn als Nachfolger wollte. Erst unter dem Einfluss von Heinrichs sechster und letzter Frau Catherine Parr reihte man sie durch einen Parlamentsbeschluss 1544 wieder in die Thronfolge ein.
Ihre Hauslehrer Richard Cox, John Cheke, William Grindal und Roger Ascham ließen ihr eine strenge und umfassende Erziehung angedeihen. Schon in jungen Jahren beherrschte sie das Italienische und Französische perfekt und auch auf Spanisch konnte sie sich hervorragend verständigen.
Ihre Zeitgenossen beschrieben Elisabeth als lebhafte Prinzessin, mit rotblondem Haar, braunen Augen und fahler Haut.
Sie erlernte das Spielen auf dem Clavecin und war eine Meisterin der Rhetorik.
Roger Ascham, der sie jahrelang unterrichtete, schrieb im Jahre 1550 voller Stolz über seine Schülerin an seinen guten Freund Johannes Sturm: „Ihr Verstand hat keine weibliche Schwäche; ihre Beharrlichkeit kommt der eines Mannes gleich; ihr Gedächtnis behält dauerhaft, was es schnell auffaßt. Sie spricht Französisch und Italienisch so gut wie das Englische; sie hat sich oft mit mir in fließendem und richtigem Latein und in befriedigendem Griechisch unterhalten. Wenn sie Griechisch und Latein schreibt, gibt es nichts Schöneres als ihre Handschrift ... Ich tue nichts hinzu, mein lieber Sturm; es ist nicht nötig.“
Elisabeth war bei der Hinrichtung ihrer Mutter zwei Jahre und acht Monate alt und lebte in eigener Hofhaltung. Die Gouvernante ihrer Kindheit war Katherine Champernowne. Zeitlebens sah Elisabeth in Kat ihre Ersatzmutter und enge Freundin. Ihr Tod 1565 traf Elisabeth sehr.
In der Öffentlichkeit identifizierte sich Königin Elisabeth stets mit ihrem Vater Heinrich, doch spricht vieles dafür, dass sie privat auch das Andenken an ihre Mutter pflegte. So übernahm sie beispielsweise das Wappen ihrer Mutter als ihr eigenes und machte Anne Boleyns Kaplan Matthew Parker zum Erzbischof von Canterbury. Sie protegierte ihre Verwandten mütterlicherseits – eine ihrer engsten Freundinnen war ihre Cousine Catherine Carey, die Tochter von Anne Boleyns Schwester Mary, die als Zehnjährige Augenzeugin von Anne Boleyns Hinrichtung gewesen war – und trug einen Ring mit einer Kapsel, in der sich ein Doppelporträt von ihr und ihrer Mutter befand.
Nach Heinrichs Tod 1547 lebte sie am Hof von Catherine Parr auf Chelsea Manor. Als diese ihren Mann Thomas Seymour, der Elisabeth nachstellte, in einer eindeutigen Situation mit dieser ertappte, sah sie sich veranlasst, Elisabeth fortzuschicken. Nach dem Tod Catherines im September 1548 warb der ehrgeizige Thomas Seymour offiziell um die Hand der Prinzessin, der Staatsrat verbot jedoch eine Heirat. Es ist anzunehmen, dass Seymour beabsichtigte, seine Position durch die Hochzeit mit der Zweiten in der Thronfolge zu verbessern. Wegen seiner verschwörerischen Machenschaften gegen seinen Bruder, Lordprotektor Edward Seymour, den Vormund des jungen Eduard VI. (1537–1553), wurde Thomas Seymour im Januar 1549 verhaftet und im Tower of London eingekerkert. Er wurde des Verrats für schuldig befunden und am 20. März 1549 hingerichtet.
Nach dem frühen Tod von Heinrichs Sohn und Thronfolger Eduard VI. im Alter von 15 Jahren folgte ihm Jane Grey auf den Thron. Auf dem Sterbebett hatte Eduard sie zur Nachfolgerin bestimmt und seine katholische Halbschwester Maria sowie Elisabeth testamentarisch von der Thronfolge ausgeschlossen. Er wollte die protestantische Thronfolge sichern. Innerhalb von neun Tagen konnte Maria ihren rechtmäßigen Anspruch auf den englischen Thron durchsetzen. Am 3. August 1553 zog sie zusammen mit Elisabeth in London ein. Schon bald kam es zum Zerwürfnis zwischen den Schwestern. Maria war überzeugte Katholikin und wollte die protestantische Elisabeth zu ihrem Glauben bekehren. Obwohl sich Elisabeth danach als Katholikin ausgab, signalisierte sie gegenüber den Protestanten, dass sie weiterhin heimlich Protestantin sei.
Als kurze Zeit später die Pläne der Königin zur Heirat mit dem spanischen Thronfolger Philipp II. von Spanien bekannt wurden, kam es zur Wyatt-Verschwörung. Philipp stieß bei den Engländern, die einen zu starken spanischen Einfluss fürchteten, auf große Ablehnung. Thomas Wyatt wollte Elisabeth mit ihrem Vetter Edward Courtenay, 1. Earl of Devon, verheiraten, um diesen an Stelle Marias auf den Thron zu erheben. Unter Folter brachte man Thomas Wyatt dazu, gegen sie auszusagen. Elisabeth wurde verdächtigt, zu den Verrätern Kontakt gehabt zu haben, und die Königin entschied auf Drängen des Abgesandten Kaiser Karls V., Simón Renard, und des Lordkanzlers Stephen Gardiner, Elisabeth in den Tower zu sperren. Dort wurde sie im Bell Tower untergebracht. Der Gang von dort zum Beauchamp Tower, in dem sie spazieren gehen durfte, wird noch Elizabeth’s Walk genannt. Die Legende will, dass sie sich dort mit dem im Beauchamp Tower eingesperrten Robert Dudley, Sohn des hingerichteten John Dudley, 1. Duke of Northumberland, traf, den sie seit Kindertagen kannte.
Angesichts des Todesurteils widerrief Thomas Wyatt auf dem Schafott jede Beteiligung Elisabeths am Komplott. Dennoch blieb sie in Haft. Die weiteren Untersuchungen brachten keine Ergebnisse. Sie wurde aus dem Tower entlassen, nach Woodstock in Oxfordshire gebracht und dort unter Hausarrest gestellt.
Wenig später heiratete Maria den spanischen Kronprinzen Philipp. Ein Kind der beiden hätte die katholische Thronfolge in England gesichert. Maria hatte einige Scheinschwangerschaften, die ihre Gesundheit schwächten. 1558 starb sie kinderlos, vermutlich an Unterleibskrebs.
Am 17. November 1558 wurde Elisabeth die Nachricht vom Tode ihrer Halbschwester überbracht. Philipp, nach der Abdankung seines Vaters Karls V. inzwischen König von Spanien, machte Elisabeth mehrere Heiratsanträge, welche sie jedoch als „unschicklich“ ausschlug. Am 15. Januar 1559 wurde sie im Alter von fünfundzwanzig Jahren in der Westminster Abbey zur Königin von England und Irland gekrönt.

### Die frühen Regierungsjahre

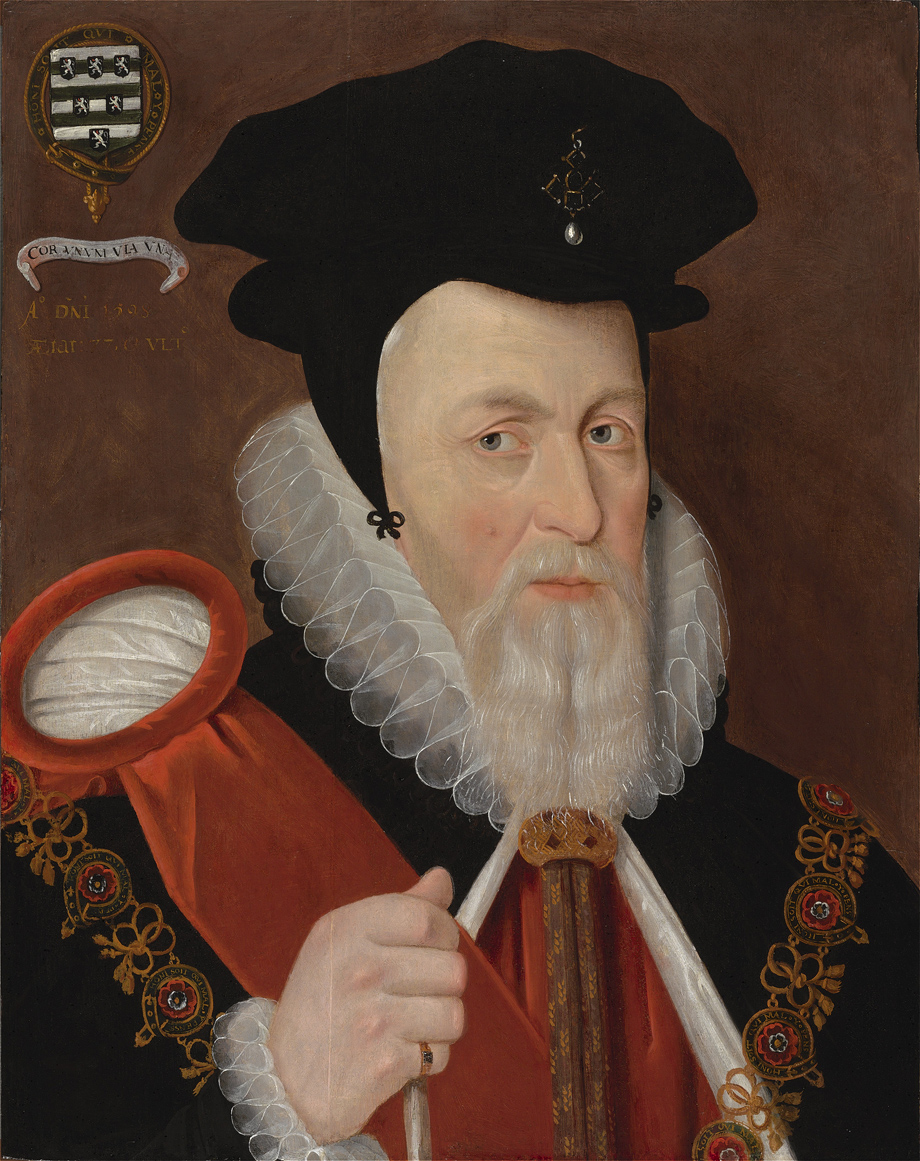
William Cecil, 1. Baron Burghley

Zur Zeit der Thronbesteigung Elisabeths war die Lage in England sehr angespannt. Die Wirtschaft lag am Boden, das Land befand sich im Krieg mit Frankreich und wurde außerdem von Glaubensfragen zerrissen. Elisabeth machte sich zuerst daran, den von ihrer Schwester wieder eingeführten Katholizismus zurückzudrängen. 1559 führte sie mittels der Uniformitätsakte den verpflichtenden Gebrauch des Book of Common Prayer in den Gottesdiensten ein. Im selben Jahr erneuerte die Königin die Suprematsakte Heinrichs VIII. und unterstellte so abermals die Kirche Englands der Krone; fortan war das englische Staatsoberhaupt „Oberster Gouverneur der Kirche von England“ (Supreme Governor of the Church of England). 1563 wurden die 39 Anglikanischen Artikel verabschiedet, die gemäßigt reformatorisch formuliert waren. Damit trennte sich Elisabeth endgültig von der katholischen Kirche, es ist jedoch festzuhalten, dass sie nicht in den im Zeitalter der Glaubenskriege oft praktizierten religiösen Fanatismus verfiel.
Der Krieg mit Frankreich wurde am 3. April 1559 im Frieden von Cateau-Cambrésis beigelegt. Noch in der Regierungszeit Marias war im Januar 1558 Calais, Englands letzte Bastion auf dem Festland, an Frankreich gefallen. Nach dem Misslingen der militärischen Bestrebungen entschied Elisabeth, keine teuren Kriege mehr zu unterstützen, und gab 1564 die englischen Ansprüche auf Calais gegen eine finanzielle Entschädigung auf. Damit hatte England endgültig die letzten Stellungen auf dem Festland aufgegeben. Der Friedensvertrag mit Frankreich erlaubte dem englischen Staat endlich, seine Schulden zu bezahlen. Nun war die Voraussetzung für eine Genesung der angeschlagenen englischen Wirtschaft geschaffen.
Elisabeths Großvater Heinrich VII. (regierend 1485–1509) hatte die englische Handelsmarine gegründet, ihr Vater Heinrich VIII. die englische Kriegsmarine, indem er die englischen Schiffe mit weitreichenden Kanonen ausrüsten ließ. Elisabeths Marineschatzmeister Sir John Hawkins (1532–1595) konnte die Marine noch weiter verstärken. Das Land entwickelte sich zusehends zur Seemacht. 1566 wurde in London die erste Börse eröffnet, und es wurden diverse Wirtschaftsgesetze verabschiedet, woraufhin sich die Preise stabilisierten. Um den Handel anzutreiben, wurden neue Gesetze erlassen, so durften Engländer nur englische Filzhüte tragen, um die französische Konkurrenz auszuschalten.

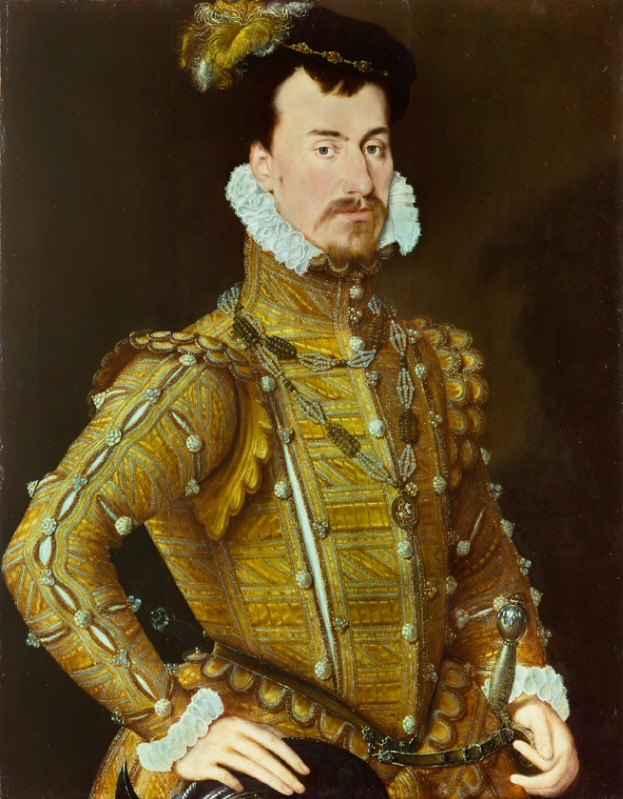
Lord Robert Dudley, um 1559

Ihr Jugendfreund Robert Dudley spielte eine große Rolle in Bezug auf die Frage einer Ehe. Zwar ist heute nicht mehr zu klären, ob – wie die Zeitgenossen vermuteten – Robert Dudley tatsächlich der Liebhaber der „jungfräulichen Königin“ war. Sicher ist jedoch, dass Elisabeth in ihn verliebt war und die beiden den Eindruck eines Liebespaares machten. Da Dudleys Ehefrau Amy Robsart offenbar krank war, wurde bald über eine mögliche Heirat Elisabeths mit Lord Robert spekuliert. Die Berater der Königin wie William Cecil sowie einige Vertreter des Hochadels waren jedoch entschieden gegen eine solche Verbindung, da sie fürchteten, Dudleys großer Einfluss könne weiter steigen. Auch wurde er als Hindernis für eine Ehe Elisabeths mit einem ausländischen Prinzen (wie Erzherzog Karl) wahrgenommen.
Im September 1560 wurde Dudleys Frau tot am Fuße einer Treppe in ihrem Haus aufgefunden. Obwohl die gerichtliche Untersuchung einen Unfall festgestellt hatte, kursierten überall Gerüchte, Dudley habe seine Frau ermorden lassen, um die Königin heiraten zu können. Dieser Skandal machte Heiratspläne zunächst unmöglich. Tatsächlich wurde auch die Möglichkeit eines Suizids nicht ausgeschlossen, wusste Amy Robsart doch von der Untreue ihres Mannes. Außerdem litt sie möglicherweise an Brustkrebs.
Im Oktober 1562 erkrankte Elisabeth schwer an Pocken. Man fürchtete um ihr Leben, und es brach eine lebhafte Diskussion um mögliche Nachfolgekandidaten unter den Politikern aus. Hierbei offenbarte sich eine gefährliche Situation: Elisabeth war die letzte noch lebende Tudor und immer noch unverheiratet und kinderlos, so dass die Nachfolgefrage völlig offen war. Als sie kurz aus dem Koma erwachte, ernannte sie Robert Dudley zu ihrem Nachfolger, er sollte als Lordprotektor England regieren. Zur allgemeinen Erleichterung erholte sich Elisabeth wieder von der Krankheit. Das Ober- und Unterhaus legten ihr eine Petition vor, die ihr antrug, endlich zu heiraten, Elisabeth antwortete stets ausweichend.
Im Frühjahr 1563 schlug Elisabeth Robert Dudley als Gemahl für Maria Stuart vor, um einen für England günstigen Kandidaten auf den schottischen Thron zu bringen. Dudley wurde deshalb 1564 zum Earl of Leicester erhoben. Maria Stuart zeigte zunächst wenig Interesse, nachdem Elisabeth ihr jedoch die öffentliche Zusicherung der englischen Thronfolge versprach, für den Fall und nur für den Fall, dass sie Robert Dudley heiratete, stimmte sie schließlich Anfang 1565 dem Angebot zu. Lediglich Elisabeth selbst hatte wieder Bedenken, sich in der Thronfolge festzulegen. Als die Heirat Marias mit Henry Stuart, Lord Darnley, drohte, erneuerte Elisabeth ihr Angebot zu denselben Bedingungen. Robert Dudley selbst lehnte allerdings von vornherein und durchgängig eine Verbindung mit Maria Stuart ab, so dass das Projekt daran scheiterte.
Die Freundschaft zwischen Dudley und Elisabeth dauerte bis zu seinem Tode im September 1588 an und konnte auch durch ihren Zorn über seine Heirat mit ihrer Cousine zweiten Grades Lettice Knollys 1579 nur vorübergehend getrübt werden. Lettice wurde von Elisabeth allerdings mit lebenslangem Hass verfolgt.

### Der Konflikt mit Maria Stuart

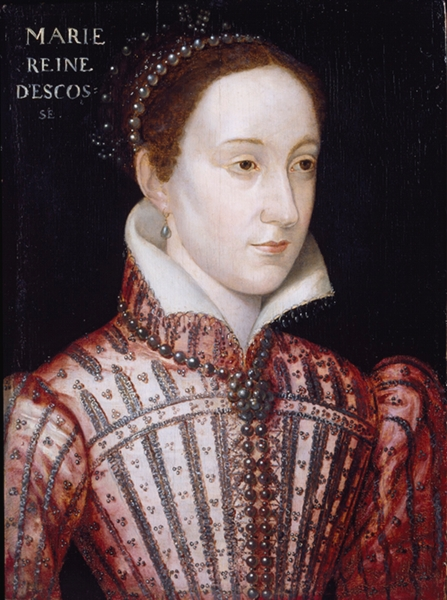
Maria Stuart, Königin von Schottland

Infolge eines Aufstands eines Großteils der schottischen Lords war die schottische Königin Maria Stuart im Sommer 1567 auf Loch Leven Castle gefangengesetzt und zur Abdankung gezwungen worden. Am 2. Mai 1568 gelang ihr der Ausbruch, doch nachdem die Armee ihrer noch getreuen Lehnsmänner am 13. Mai vernichtend geschlagen worden war, flüchtete sie über die Grenze nach England und ersuchte dort Elisabeth um Unterstützung gegen die rebellierenden schottischen Adligen. Das brachte Elisabeth in äußerste politische Bedrängnis. Da die Ehe ihres Vaters mit Anne Boleyn nie vom Papst legitimiert worden war, sah sich die katholische Maria Stuart als rechtmäßige Königin von England. Sie war die Urenkelin Heinrichs VII. und hatte ihren Anspruch auf den englischen Thron noch nicht aufgegeben. Elisabeth ließ die ehemalige schottische Königin am 19. Mai 1568 verhaften. Die ehrenvolle Gefangenschaft rechtfertigte sie mit dem schweren Verdacht der Mittäterschaft Marias am Mord an deren Gatten Henry, Lord Darnley. Trotz der Haft wurde ihr der Luxus eines Hoflebens mit Gefolge gestattet.
Elisabeth ordnete eine Untersuchung an, die zwischen Oktober 1568 und Januar 1569 in York vorgenommen wurde. Die schottischen Lords, die als Ankläger auftraten, brachten als Beweismittel die Kassettenbriefe mit, die Maria angeblich vor Lord Darnleys Tod geschrieben hatte und die ihre Schuld beweisen sollten. Maria erklärte die Briefe für Fälschungen. Die Untersuchung erkannte die Briefe zwar für echt, jedoch wünschte Elisabeth weder eine Verurteilung noch einen Freispruch Marias, da sie das zu eindeutigen politischen Entscheidungen gezwungen hätte. So entstand offiziell kein Ergebnis, und Elisabeth behielt Maria weiter in Haft.
Am 25. Februar 1570 wurde Elisabeth von Papst Pius V. (1566–1572) mit der päpstlichen Bulle Regnans in Excelsis exkommuniziert. In dieser Bulle wurde Elisabeth das Recht auf den englischen Thron abgesprochen und englischen Katholiken mit der Exkommunikation gedroht, falls sie Elisabeth weiterhin die Untertanentreue hielten. Daraufhin kam es zur Ridolfi-Verschwörung: Elisabeth sollte ermordet und durch Maria Stuart ersetzt werden, dies alles mit Unterstützung spanischer und französischer Truppen. Verwickelt in die Verschwörung war neben Maria Stuart Thomas Howard, 4. Duke of Norfolk, der Maria heiraten wollte. Am 7. September 1571 wurde Lord Norfolk festgenommen und nach langem Zögern Elisabeths im Juni 1572 hingerichtet. Das englische Parlament verlangte die Hinrichtung Marias, diese wurde im Oktober 1586 der Beteiligung an der Verschwörung angeklagt und am 25. Oktober zum Tode verurteilt. Elisabeth unterzeichnete den Hinrichtungsbefehl am 1. Februar 1587. Am 8. Februar wurde Maria hingerichtet. Hinter der Aufklärung der Verschwörung stand der englische Geheimdienstler Francis Walsingham, der damit seine spätere Position begründete.

### Aufstieg zur Seemacht
In allen wichtigen Fragen besprach sich Elisabeth mit William Cecil. Er war ihr Berater von ihrer frühen Jugend an bis zu seinem Tod im Jahr 1598. Im Jahr 1571 erhielt er von Elisabeth den Titel Baron Burghley. 1572 wurde er zum Lord High Treasurer befördert; seinen alten Posten als Chefsekretär erhielt Francis Walsingham. Walsingham nutzte seine neue Stellung, um den Geheimdienst Englands weiter auszubauen. Er gilt als der Erfinder der modernen Spionage.
Im selben Jahr versuchte Elisabeth England durch eine Allianz mit Frankreich gegen einen Angriff Spaniens abzusichern. Das Bündnis kam zwar zustande, wurde jedoch durch die Ereignisse in der Bartholomäusnacht von 1572 schwer belastet. In dieser Nacht wurden zwischen 3.000 und 10.000 Protestanten in Paris ermordet. Um das Verhältnis mit Frankreich wieder zu verbessern, begann Elisabeth 1581 Heiratsverhandlungen mit François Hercule de Valois, Herzog von Alençon, dem jüngeren Bruder des Königs von Frankreich, Heinrich III. Beide unterhielten eine enge Beziehung, in der Elisabeth ihm den Spitznamen „mein Frosch“ gab. Bei den Engländern stieß François jedoch auf große Ablehnung. Der Herzog starb 1584 – noch bevor eine Heirat stattfinden konnte. Dabei bleibt zweifelhaft, ob eine solche Verbindung jemals stattgefunden hätte, da dies für Elisabeth bedeutet hätte, nicht nur ihre eigene, sondern auch Englands Unabhängigkeit aufzugeben. Zeit ihres Lebens stand ihr das Beispiel ihrer Schwester vor Augen, deren Ansehen in England durch die Verbindung mit Spanien stark beschädigt worden war.

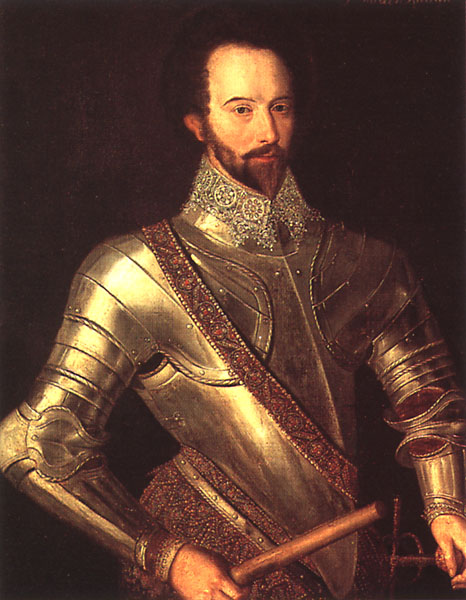
Porträt von Sir Walter Raleigh 1590

In diesen Jahren wuchs der Reichtum des Landes neben Handel nicht zuletzt auch durch Schmuggel und Raubzüge wie die des englischen Kapitäns Francis Drake. Drake wurde zum Volkshelden, als es ihm von 1577 bis 1580 als zweitem nach Magellan gelang, die Welt zu umsegeln. Er war einer der Hauptakteure im von Elisabeth unterstützten Seekrieg gegen Spanien – der jedoch nie offiziell erklärt wurde. Es gelang ihm mehrfach, eine immense Menge des spanischen Kolonialreichtums nach England zu schaffen. Ein großer Teil der Beute ging an das englische Königshaus und einige Adlige, die sich als Kreditgeber an den Unternehmungen beteiligten.
1580 kam Walter Raleigh als Experte für irische Fragen an den englischen Hof und erwarb sich die Gunst der Königin. 1585 organisierte Raleigh eine Expedition nach Amerika. In deren Zuge wurde auf Roanoke Island die erste englische Kolonie in Amerika gegründet. Das Land nannte Raleigh zu Ehren der Königin Virginia. Wegen des drohenden Krieges gegen Spanien musste die Kolonie aufgegeben werden. Raleigh wurde zum Ritter geschlagen und damit zu einer der einflussreichsten Persönlichkeiten Englands. Eine dauerhaft besiedelte Kolonie zu etablieren, gelang in der Regierungszeit Elisabeths nicht mehr. Die Engländer mussten bis zur Herrschaft Jakobs I. (1566–1625) warten, um den Krieg gegen Spanien 1604 durch den Vertrag von London beenden und ihre erste Kolonie 1607 bei Jamestown gründen zu können. Eine Anekdote über Raleigh besagt, er sei der Königin so ergeben gewesen, dass er seinen Mantel über eine Pfütze legte, damit sie darüber schreiten konnte. Ob dies auf Wahrheit beruht, ist umstritten.

### Das Ende Maria Stuarts und der Krieg gegen die spanische Armada

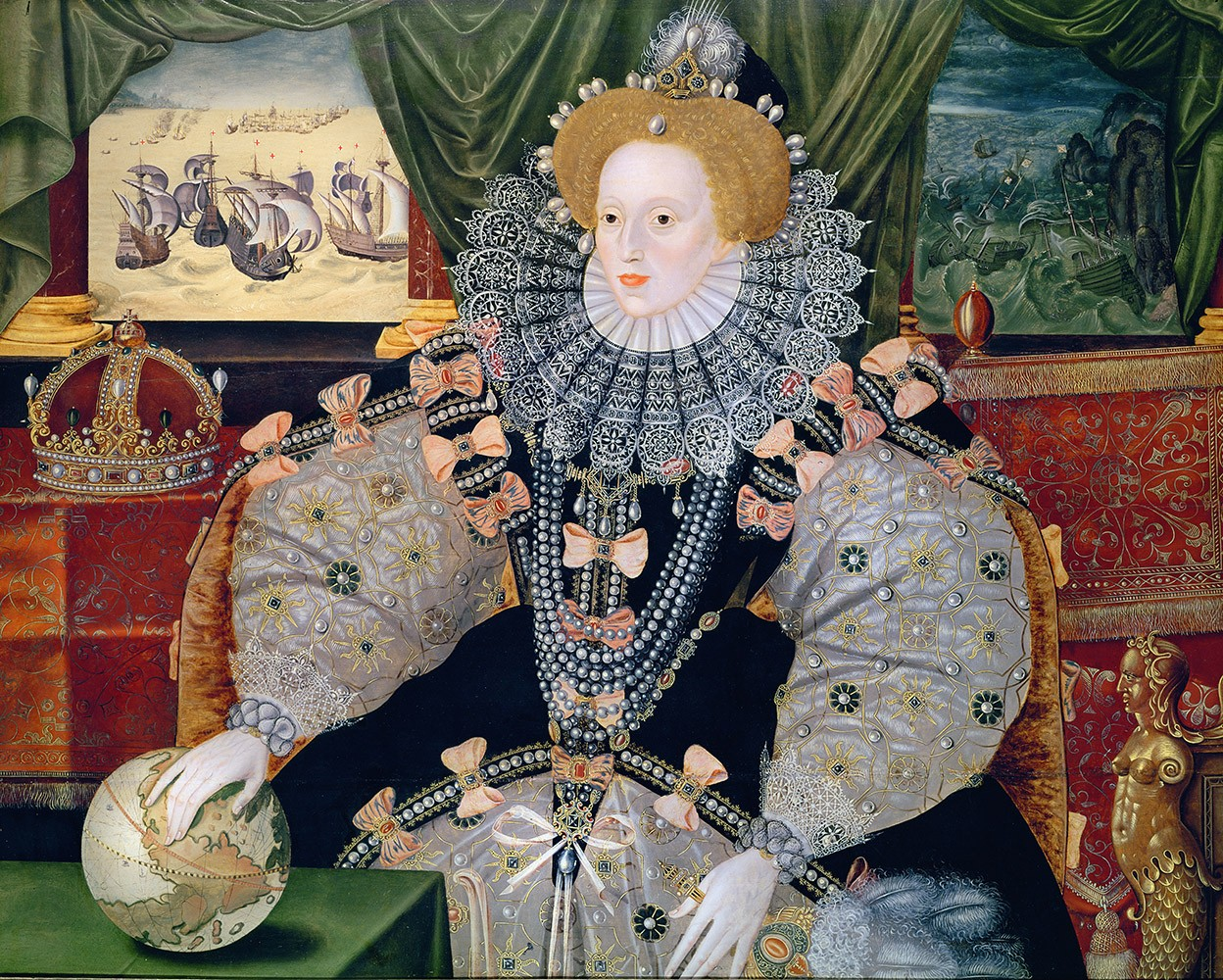
Das Armadaporträt wurde 1588 als Reaktion auf den Sieg über die spanische Armada gemalt. Die auf dem Globus ruhende Hand symbolisiert die internationale Macht Elisabeths.

1586 wurde Maria Stuart wegen der „Babington-Verschwörung“ angeklagt. Auch diese hatte wie die Ridolfi-Verschwörung 1570 das Ziel, Elisabeth zu ermorden und Maria Stuart auf den englischen Thron zu bringen. Marias Beteiligung konnte schlüssig durch von ihr verfasste Briefe nachgewiesen werden. Im Oktober beschlossen Ober- und Unterhaus gemeinsam Marias Todesurteil. Elisabeth ließ im Parlament nachfragen, ob es keine andere Möglichkeit gebe, als Maria zu töten. Ihr Unbehagen vor diesem letzten Schritt und ihr jahrelanges Zögern erklären sich durch ihren tiefen Glauben an das göttliche Recht eines Monarchen und dementsprechend durch die Auffassung des Königsmords als Verstoß gegen die göttliche Ordnung. Das Parlament überzeugte sie jedoch davon, dass die ständige Bedrohung, die Maria Stuart als Galionsfigur der katholischen Opposition darstellte, nur mit ihrem Tode zu beenden war, und das Todesurteil wurde offiziell in London verkündet. Am 8. Februar 1587 wurde Maria auf Fotheringhay Castle enthauptet.
Die Raubzüge der englischen Freibeuter und die Hinrichtung Maria Stuarts gaben dem spanischen König Philipp II. den Anlass, den Krieg gegen England weiter zu verstärken und eine Invasion Englands zu planen. Doch während Philipp eine große Seestreitmacht ausrüstete, schlug Francis Drake Elisabeth ein Unternehmen vor, das auch als das Ansengen des Bartes des Königs von Spanien (singeing of the King of Spain’s beard) bekannt wurde. Es bestand darin, dass Drake mit seiner Flotte in den Heimathafen der spanischen Schiffe einlief, um diese dort zu zerstören. Am 2. April 1587 stach er in See. Das Unternehmen war ein voller Erfolg, 20 bis 30 Schiffe wurden versenkt oder als Prise genommen. Die Kriegspläne Spaniens mussten verschoben werden, um die beschädigte Flotte wiederaufzurüsten. Dies verschaffte England Zeit, die eigene Marine auszubauen.
Anfang April 1588 sandte Philipp II. die Spanische Armada (insgesamt 130 Schiffe) zur Invasion Englands aus. Die Armada sollte in den Niederlanden eine spanische Invasionsarmee unter Alessandro Farnese, Herzog von Parma und einer von Philipps besten Generälen, an Bord nehmen und nach England übersetzen. Der Plan war es, zuerst auf der Isle of Wight einen Stützpunkt zu errichten. Doch am 19. Juli sichteten englische Späher die Armada vor der Küste von Plymouth, und die englische Flotte unter Francis Drake und Sir Charles Howard, dem Earl of Nottingham, konnte die Spanier im Ärmelkanal abfangen. Da der Plan, einen vorgeschobenen Truppenstützpunkt zu etablieren, misslungen war, machten die Spanier ihre Flotte nahe der französischen Stadt Calais fest. Der Oberbefehlshaber, der  Herzog von Medina Sidonia, sollte hier die Armee des Herzogs von Parma an Bord nehmen. In England wurde Robert Dudley, 1. Earl of Leicester, zum Oberkommandierenden der Landtruppen ernannt. Er organisierte eine Landstreitmacht entlang der Themsemündung, um dort der Invasion Widerstand zu leisten. Auf seinen Vorschlag hin traf Elisabeth am 8. August bei ihren Truppen ein und hielt ihre berühmte Tilbury-Rede, die einen stürmischen Jubel der Soldaten auslöste.
Ich weiß, dass ich zwar den Leib eines schwachen kraftlosen Weibes,

dafür aber Herz und Mark eines Königs,

noch dazu eines Königs von England habe.

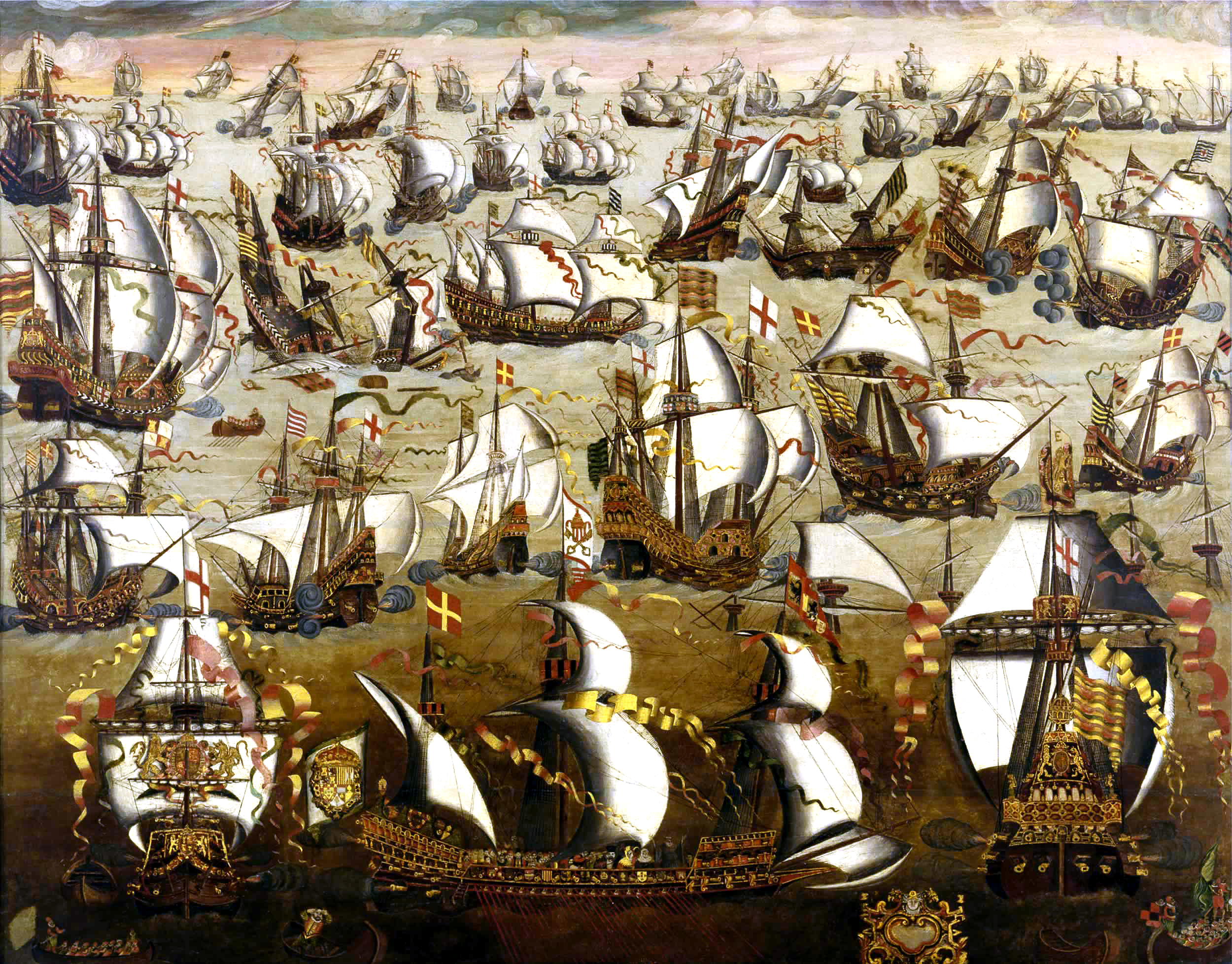
Die Schlacht zwischen der Spanischen Armada und der englischen Flotte (Gemälde der Englischen Schule, 16. Jahrhundert)

Obwohl man stündlich die Truppen der Spanier erwartete, blieb Elisabeth im Lager der Truppen. In Calais ließ Drake eine Gruppe von Brandern in die Richtung der Spanier segeln. Die Spanier mussten ihre Anker lichten, um den brennenden Schiffen zu entgehen, deshalb konnten die englischen Verteidiger gegen die Spanier kämpfen. Weil die Engländer leichtere und schnellere Schiffe hatten, war es ihnen möglich, den spanischen Schiffen mehr Schaden zuzufügen als umgekehrt. Die Seeschlacht von Gravelines ging so im Großen und Ganzen unentschieden aus. Da die Spanier ihre Anker gelichtet hatten und deshalb die Truppen des Herzogs von Parma nicht transportieren konnten, entschied der Herzog von Medina Sidonia, um die Küsten von Schottland und Irland herum zu segeln, um auf diesem Weg wieder nach Spanien und Portugal zu kommen.
Auf dem Weg dorthin gerieten die Spanier allerdings in einen schweren Sturm, durch den fast 60 der 130 spanischen Schiffe an der Küste Irlands strandeten und sanken. Kaum die Hälfte der spanischen Schiffe und nur ein Drittel der Mannschaft erreichte die Heimat. Währenddessen starben unter den Engländern viele Soldaten hauptsächlich durch Krankheiten wie Dysenterie und Flecktyphus. Als Elisabeth das Lager in Tilbury verließ, war die Armada geschlagen und die Gefahr einer Invasion gebannt. In einem Triumphzug kehrte sie nach London zurück. Ihr alter Freund Robert Dudley starb jedoch kurz nach den Ereignissen in Tilbury, was ein schwerer Schlag für sie war.

### Die späten Regierungsjahre

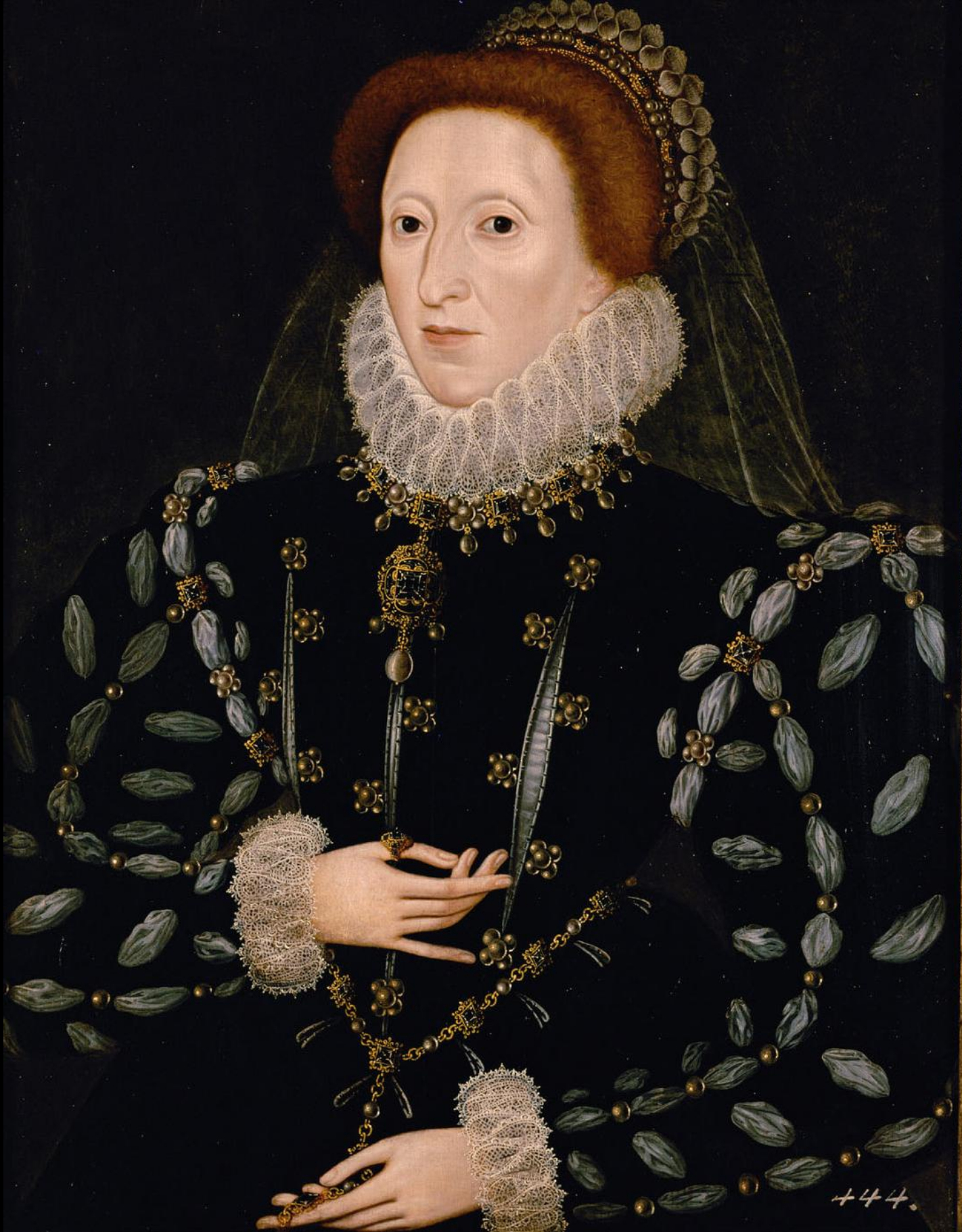
Königin Elisabeth von England um 1580

Obwohl die Spanier mit ihrer Armada einen schweren Verlust erlitten hatten, war diese Schlacht noch nicht entscheidend, weil die Spanier ihre wichtigsten atlantischen Schiffe, die die Grundlage des spanischen Amerikareichs bildeten, gerettet hatten. Eine große englische Invasionsflotte segelte deshalb 1589 nach Spanien und Portugal, um die übrigen spanischen Marineschiffe zu versenken, Philipp aus Portugal zu vertreiben und die spanische Silberflotte abzufangen. Diese englische Flotte, die von Francis Drake und Sir John Norris geführt wurde, war erfolglos, Tausende Soldaten starben dabei an schweren Krankheiten. Deshalb fiel der englische Invasionsversuch aus und Philipp baute die spanische Marine wieder auf. Danach war die spanische Marine viel stärker als sie es während der 1580er Jahre gewesen war. Die Spanier transportierten dreimal mehr Silber und besiegten die Engländer bei einigen Gelegenheiten. So schlug 1595 ein neuer Raubzug in der Karibik fehl, auf dem Drake und Hawkins starben. Im selben Jahr landeten spanische Truppen unter Don Carlos de Amésquita erfolgreich bei Penzance in Südwestengland, eroberten einige Städte, setzten sie in Brand und zogen sich wieder aufs Meer zurück. Dies bewies, dass die Spanier den Kampf gegen England noch nicht aufgegeben hatten.
1593 begann Hugh O’Neill in Irland einen blutigen Kampf gegen die englischen Besatzer. Der Krieg, der daraufhin losbrach, war extrem brutal, teuer und für die Engländer äußerst verlustreich, wodurch Elisabeths Ansehen unter der Bevölkerung litt. Er war zudem die Ursache dafür, dass sich der englische Staat wieder verschuldete, weshalb Elisabeth eine Menge Kronbesitz und viele Regierungsstellen verkaufen musste. Aus demselben Grund war es notwendig, das englische Parlament öfter zusammenzurufen. Diese Änderungen stärkten die Volksvertretung und sorgten dafür, dass diese Institution die englischen Könige im 17. Jahrhundert besser herausfordern konnte. So kam es Mitte des 17. Jahrhunderts schließlich zur Enthauptung von Charles I. und einer 17-jährigen Herrschaft des Parlaments unter Oliver Cromwell.

### Die Essex-Verschwörung

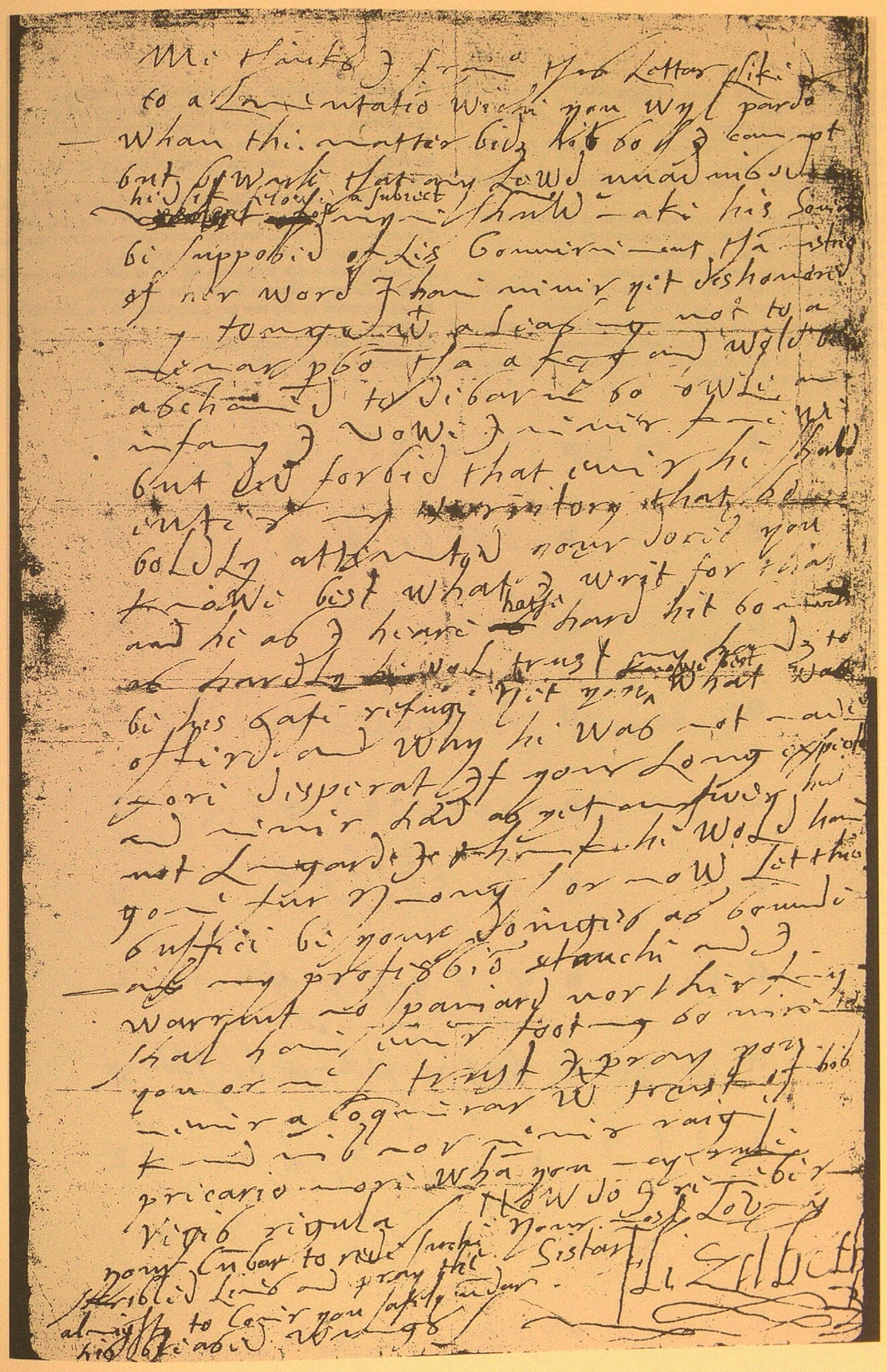
Eigenhändiger Brief Elisabeths I. an ihren künftigen Nachfolger Jakob I., 1593. Washington (D.C.), Folger Shakespeare Library, MS. X. d. 397, fol. 1v

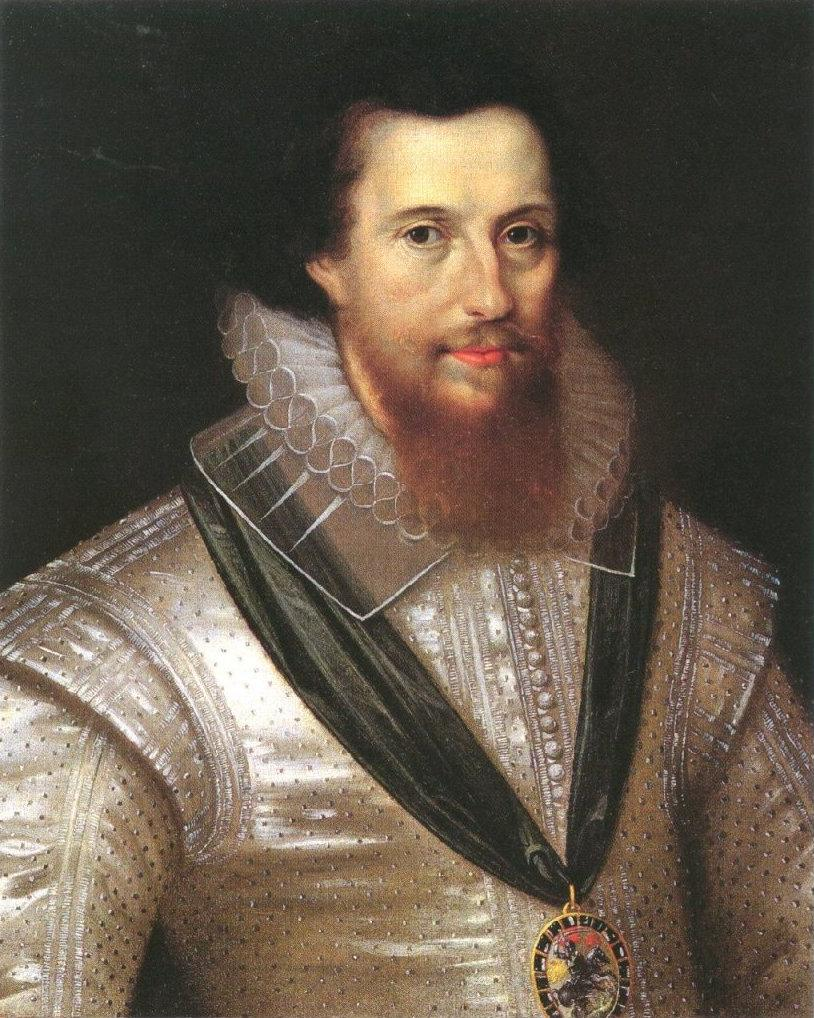
Robert Devereux, 2. Earl of Essex

Robert Devereux, 2. Earl of Essex, war der Sohn von Lettice Knollys, der späteren Ehefrau Robert Dudleys. Ab 1588 bekleidete er das Amt des Oberstallmeisters, im folgenden Jahr wurde er als Ritter in den Hosenbandorden aufgenommen. Obwohl er als Liebhaber der Königin galt, heiratete er Anfang 1590 Frances Walsingham, die Tochter Sir Francis Walsinghams, ohne die Königin um Erlaubnis zu fragen. Nach mehreren verlustreichen Schlachten in Irland und einem für England nachteiligen Waffenstillstand wurde er zurückgerufen. Bei der Königin fiel er in Ungnade und wurde unter Hausarrest gestellt. Dort bereitete der bei der Bevölkerung populäre Devereux seinen Staatsstreich vor. Am 7. Februar 1601 wurde ihm mitgeteilt, dass er am Hof dem Privy Council vorsprechen müsse. Devereux weigerte sich und gab das Signal zum Aufstand. Am Vormittag des 8. Februar 1601 hatten sich mehrere hundert seiner Anhänger versammelt. Sein Versuch, mit einem Staatsstreich die Kontrolle über die Stadt London zu bekommen, schlug fehl und seine Gefolgsleute flohen in ihre Häuser, als sich die königlichen Truppen näherten. Robert Devereux wurde verhaftet, wegen Verrats zum Tode verurteilt und am 25. Februar 1601 im Alter von 35 Jahren im Tower hingerichtet.

### Tod, Begräbnis und Nachfolge

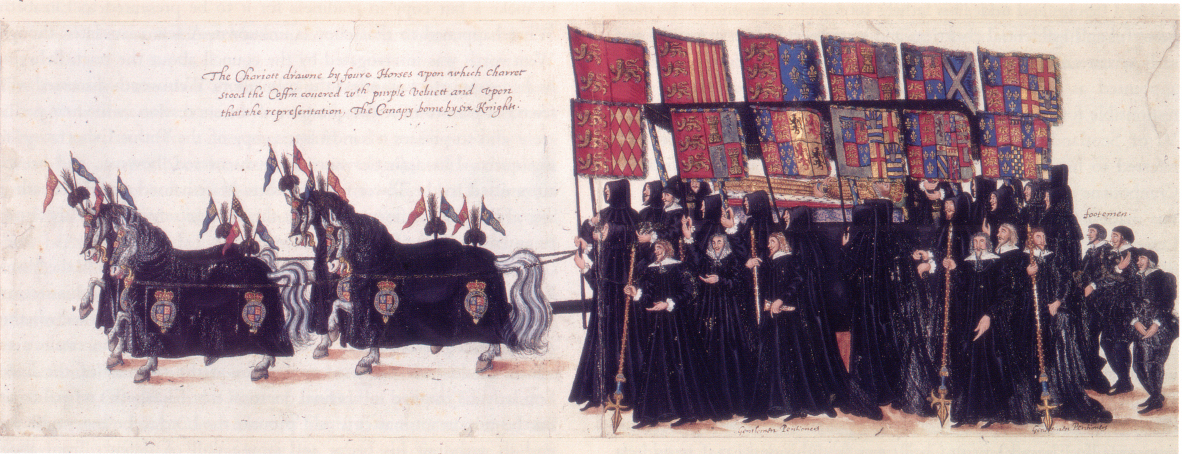
Elisabeths Trauerzug

Die Auseinandersetzungen in Irland konnten 1603 beendet werden. Die Königin wurde im Februar schwer krank. Sie litt an Schwäche und Schlaflosigkeit und starb am 24. März 1603 im Alter von 69 Jahren in Richmond.

Grabmal von Heinrich VII., wo Elisabeth ursprünglich beigesetzt wurde.

Noch am selben Tag wurde ihr Leichnam in den Palace of Whitehall überführt und dort aufgebahrt. Ihr Begräbnis fand am 28. April 1603 statt. Ein Trauerzug begleitete den Sarg der Königin zur Westminster Abbey, wo sie im Grabmal ihres Großvaters Heinrich VII. unter dem Altar beigesetzt wurde.

Elisabeths Nachfolger wurde König Jakob VI. von Schottland, der Sohn Maria Stuarts und Urenkel der Schwester Heinrichs VIII., Margaret Tudor. Er wurde nur wenige Stunden nach Elisabeths Tod zum König von England ausgerufen, nachdem die Frage der Thronfolge zuvor umstritten gewesen war. Er nannte sich fortan Jakob I. von England und Schottland und vereinigte damit als erster englischer König die beiden Königreiche England und Schottland. Seinen Anspruch auf den englischen Thron versuchte er durch die Betonung seiner direkten Abstammung von Heinrich VII. zu legitimieren und inszenierte Elisabeth als Letzte eines ausgestorbenen Geschlechts. Den Sarg seiner Mutter Maria Stuart ließ er von der Kathedrale von Peterborough nach Westminster Abbey überführen, wo sie in einem prächtigen Grabmal im rechten Seitenschiff begraben wurde.

Grabmal Elisabeths I.

Im Zuge dessen ließ er ein Grabmal für Elisabeth im linken Seitenschiff von Westminster Abbey an der Stelle des bisher nicht markierten Grabs ihrer Halbschwester Maria errichten, wo Elisabeth nach der Fertigstellung des Grabdenkmals im Jahr 1606 ein zweites Mal beigesetzt wurde. Auf dem Grabdenkmal selbst findet sich allerdings nur eine Darstellung von Elisabeth, Maria wird lediglich in der Grabinschrift genannt.
Die lateinische Inschrift auf ihrem Grabdenkmal lautet:

“REGNO CONSORTES & VRNA HIC OBDORMIMVS ELIZABETHA ET MARIA SORORES IN SPE RESVRRECTIONIS”

„Als Schicksalsgefährten in Herrschaft und Grab ruhen wir hier, die Schwestern Elisabeth und Maria, in der Hoffnung auf Auferstehung.“

Inschrift auf der Kopfseite:

“An Eternal Memorial Unto Elizabeth Queen of England, France, and Ireland, Daughter of Henry the eighth, Grandchild to Henry the seventh, great Grandchild to Edward the fourth, the Mother of this her country, the Nurse of Religion and Learning; For a perfect skill in very many Languages, for glorious Endowments, as well of minde [sic!] as body, and for Regal Virtues beyond her Sex.
A Prince incomparable, James, King of Great Britain, France and Ireland, heir of the virtues and the reign, piously erects this good monument.”

„Ein Ewiges Denkmal für Elisabeth, Königin von England, Frankreich und Irland. Tochter von Heinrich VIII., Enkelin von Heinrich VII., Urenkelin von Eduard IV., Landesmutter, Pflegerin der Religion und des Lernens; für das perfekte Beherrschen zahlreicher Sprachen, für großartige Veranlagungen, sowohl des Körpers als auch des Geistes und für Königliche Tugenden, die über die ihres Geschlechts hinausgehen.
Ein unvergleichlicher Prinz, Jakob, König von Großbritannien, Frankreich und Irland, Erbe der Tugenden und des Thrones errichtet aus Frömmigkeit dieses gute Denkmal.“

Inschrift auf der Fußseite:

“Sacred unto Memory: Religion to its primitive sincerity restored, Peace thoroughly settled, Coine to the true value refined, Rebellion at home extinguished, France neare ruin by intestine mischiefes relieved, Netherland supported, Spain’s Armada vanquished, Ireland with Spaniards expulsion, and Traitor’s correction quieted, both Universities’ Revenues, by a Law of Provision, exceedingly augmented. Finally, all England enriched, and 45 years most prudently governed, Elizabeth, a Queen, a Conqueress, Triumpher, the most devoted to Piety, the most happy, after 70. years of her life, quietly by death departed.”

„Dem Andenken geweiht: Die Religion in ihrer ursprünglichen Aufrichtigkeit wiederhergestellt, der Friede gründlich gefestigt, die Münze in ihrem wahren Wert verfeinert, die Rebellion zu Hause ausgelöscht, Frankreich, das dem Ruin durch innere Unruhen nahe war, entlastet, die Niederlande unterstützt, die spanische Armada besiegt, Irland mit der Vertreibung der Spanier und der Maßregelung des Verräters beruhigt, die Einnahmen beider Universitäten durch ein Gesetz der Vorsorge außerordentlich vergrößert. Schließlich, ganz England bereichert, und 45 Jahre am klügsten regiert, Elisabeth, eine Königin, eine Eroberin, Triumphatorin, die der Frömmigkeit ergebenste, die glücklichste, nach 70 Jahren ihres Lebens, still durch den Tod geschieden.“

## Wappen

Badge von Elisabeth I.
Königliches Wappen von Elisabeth I.

## Nachwirkung

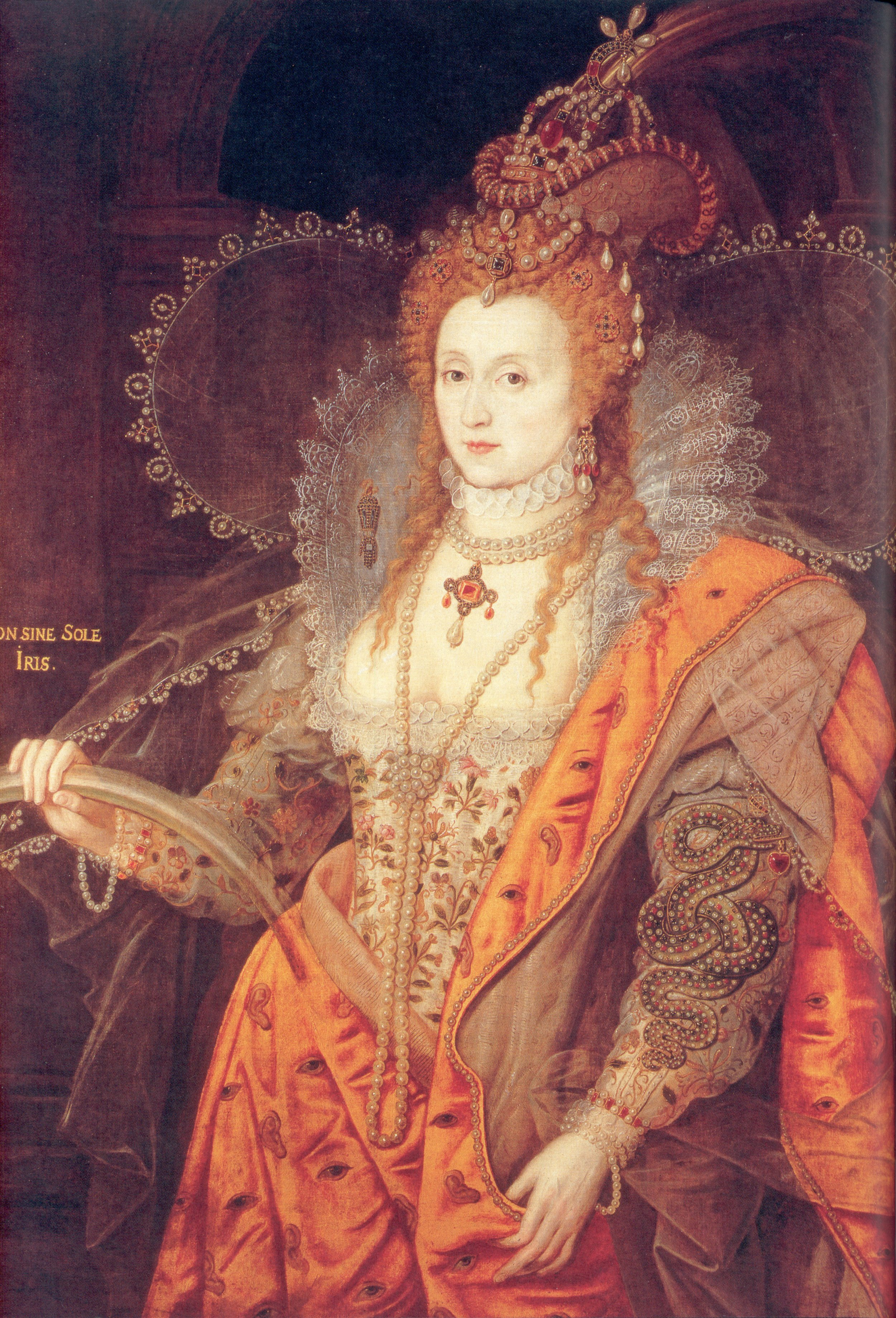
Idealisiertes Porträt von Königin Elisabeth, ca. 1600 von Isaac Oliver

Trotz der verlustreichen Kriege gegen Spanien und Irland sowie Englands Wirtschaftsproblemen in den letzten, schwierigen Jahren ihrer Herrschaft blühte England in ihrer 44-jährigen Regentschaft auf. Die spanische Marine blieb bis 1650 die stärkste Seestreitkraft, doch die englische Marine holte mit der Weltumsegelung des Francis Drake und der gewonnenen Schlacht gegen die spanische Armada auf.
Das aufsteigende englische Bürgertum machte seine Ansprüche in Politik und Kultur geltend. Elisabeth schaffte es, die eigene Kirche vom Einfluss Roms gelöst zu halten und somit die religiösen Wirren im Land zu beenden. Die Widersprüche innerhalb der protestantischen Kirche verschärfte sie allerdings, da sie mit äußerster Härte gegen puritanische Bestrebungen vorging und somit die Puritaner zunehmend in den Untergrund drängte.
Elisabeth förderte Musik, bildende Kunst und Literatur. Sie sprach sechs Sprachen fließend, musizierte und übersetzte antike Philosophen, etwa Boethius’ Consolatio Philosophiae. Es war die Zeit von William Shakespeare und Christopher Marlowe, des elisabethanischen Theaters und des Francis Bacon sowie des John Dowland. Das verarmte und religiös zersplitterte Land wurde selbstbewusst und erstarkte wirtschaftlich, so wird die Epoche „Elisabethanisches Zeitalter“ genannt.
Als politische Berater ragten vor allem William Cecil, 1. Baron Burghley, und Robert Dudley, 1. Earl of Leicester, in späteren Jahren zusammen mit Francis Walsingham heraus; im letzten Jahrzehnt Elisabeths rivalisierten Robert Devereux, 2. Earl of Essex, und Robert Cecil, der Sohn William Cecils, um die Macht. In ihren letzten Jahren führte der jüngere Cecil die Staatsgeschäfte.
Elisabeth soll von ausgeprägter Koketterie und Eitelkeit gewesen sein, berüchtigt dafür, ihre Laune in Sekunden zu ändern und heftig zu fluchen. Sie verglich sich oft mit ihrem Vater Heinrich; über ihre verstoßene Mutter Anne Boleyn sprach sie zeitlebens nie.
Heimliche Eheschließungen an ihrem Hof ahndete sie meist mit Härte. Von ihren Hoffräulein verlangte sie, „so jungfräulich wie möglich zu bleiben“. Der unverheiratet gebliebenen Königin wurden außer Leicester eine Reihe weiterer Liebhaber nachgesagt: François Hercule de Valois, mit dem sie um 1579 Heiratsverhandlungen führte; Robert Devereux; Christopher Hatton; Thomas Heneage; Edward de Vere, 17. Earl of Oxford; Walter Raleigh. Am Anfang ihrer Herrschaft äußerte sie, dass sie zufrieden sein werde, als Jungfrau gelebt zu haben und begraben zu werden. Zur Legende Elisabeths trug ihre letzte Ansprache, die Goldene Rede, bei. Seit etwa 1578 wurde sie aus politischen Erwägungen zur „Virgin Queen“ stilisiert, zur jungfräulichen Königin. Es entstand im Rahmen einer protestantischen Weltpolitik ein regelrechter Kult um ihre Gestalt, mit Turnieren, Dichtungen, symbolhaltigen Porträts. Auch weitere Beinamen kamen auf: Gloriana, Astraea, Cynthia, Belphoebe.
Andererseits wiederum vergab Elisabeth gern Spitznamen. Ihren langjährigen Freund Robert Dudley nannte sie „ihre Augen“. Ihr Berater William Cecil, 1. Baron Burghley, hingegen war „ihr Geist“. Williams Sohn und Nachfolger, Robert Cecil, wurde zum wenig schmeichelhaften „Pygmäen“. Sir Christopher Hatton wurde von ihr „Hammel“ genannt. Der Leiter des Geheimdienstes Francis Walsingham war „ihr Anker und ihr Mohr“. Der Seefahrer Sir Walter Raleigh wurde „ihr Wasser“ (water) und „ihr Mops“. Der französische Heiratskandidat François Hercule de Valois wurde „Frosch“ genannt, sein Begleiter Jean de Simier war „der Affe“ (simian ‚affenartig‘).
Im Tafelservice berühmter Frauen von Vanessa Bell und Duncan Grant von 1934 ist ihr ein Teller gewidmet.

## Abstammung
|  |                                                                        |  |  |  |  |  |  |  |  |  |  |  |  |
|  | Edmund Tudor, 1. Earl of Richmond * um 1430; † 1. November 1456 ⚭ 1455 |  |  |  |  |  |  |  |  |  |  |  |  |
|  |                                                                        |  |  |  |  |  |  |  |  |  |  |  |  |
|  |                                                                        |  |  |  |  |  |  |  |  |  |  |  |  |
|  | Heinrich VII. * 28. Januar 1457; † 21. April 1509 ⚭ 18. Januar 1486    |  |  |  |  |  |  |  |  |  |  |  |  |
|  |                                                                        |  |  |  |  |  |  |  |  |  |  |  |  |
|  |                                                                        |  |  |  |  |  |  |  |  |  |  |  |  |
|  | Margaret Beaufort * 31. Mai 1443; † 29. Juni 1509                      |  |  |  |  |  |  |  |  |  |  |  |  |
|  |                                                                        |  |  |  |  |  |  |  |  |  |  |  |  |
|  |                                                                        |  |  |  |  |  |  |  |  |  |  |  |  |
|  | Heinrich VIII. * 28. Juni 1491; † 28. Januar 1547 ⚭ 25. Januar 1533    |  |  |  |  |  |  |  |  |  |  |  |  |
|  |                                                                        |  |  |  |  |  |  |  |  |  |  |  |  |
|  |                                                                        |  |  |  |  |  |  |  |  |  |  |  |  |
|  | Eduard IV. * 28. April 1442; † 9. April 1483 ⚭ 1. Mai 1464             |  |  |  |  |  |  |  |  |  |  |  |  |
|  |                                                                        |  |  |  |  |  |  |  |  |  |  |  |  |
|  |                                                                        |  |  |  |  |  |  |  |  |  |  |  |  |
|  | Elizabeth of York * 11. Februar 1466; † 11. Februar 1503               |  |  |  |  |  |  |  |  |  |  |  |  |
|  |                                                                        |  |  |  |  |  |  |  |  |  |  |  |  |
|  |                                                                        |  |  |  |  |  |  |  |  |  |  |  |  |
|  | Elizabeth Woodville * 1437; † 8. Juni 1492                             |  |  |  |  |  |  |  |  |  |  |  |  |
|  |                                                                        |  |  |  |  |  |  |  |  |  |  |  |  |
|  |                                                                        |  |  |  |  |  |  |  |  |  |  |  |  |
|  | Elisabeth I. * 7. September 1533; † 24. März 1603                      |  |  |  |  |  |  |  |  |  |  |  |  |
|  |                                                                        |  |  |  |  |  |  |  |  |  |  |  |  |
|  |                                                                        |  |  |  |  |  |  |  |  |  |  |  |  |
|  | William Boleyn * 1451; † 10. Oktober 1505 ⚭ 1465                       |  |  |  |  |  |  |  |  |  |  |  |  |
|  |                                                                        |  |  |  |  |  |  |  |  |  |  |  |  |
|  |                                                                        |  |  |  |  |  |  |  |  |  |  |  |  |
|  | Thomas Boleyn, 1. Earl of Wiltshire * 1477; † 13. März 1539 ⚭ um 1500  |  |  |  |  |  |  |  |  |  |  |  |  |
|  |                                                                        |  |  |  |  |  |  |  |  |  |  |  |  |
|  |                                                                        |  |  |  |  |  |  |  |  |  |  |  |  |
|  | Margaret Butler * 1454; † 1539                                         |  |  |  |  |  |  |  |  |  |  |  |  |
|  |                                                                        |  |  |  |  |  |  |  |  |  |  |  |  |
|  |                                                                        |  |  |  |  |  |  |  |  |  |  |  |  |
|  | Anne Boleyn * 1501; † 19. Mai 1536                                     |  |  |  |  |  |  |  |  |  |  |  |  |
|  |                                                                        |  |  |  |  |  |  |  |  |  |  |  |  |
|  |                                                                        |  |  |  |  |  |  |  |  |  |  |  |  |
|  | Thomas Howard, 2. Duke of Norfolk * 1443; † 21. Mai 1524 ⚭ 1472        |  |  |  |  |  |  |  |  |  |  |  |  |
|  |                                                                        |  |  |  |  |  |  |  |  |  |  |  |  |
|  |                                                                        |  |  |  |  |  |  |  |  |  |  |  |  |
|  | Elizabeth Howard * 1480; † 1538                                        |  |  |  |  |  |  |  |  |  |  |  |  |
|  |                                                                        |  |  |  |  |  |  |  |  |  |  |  |  |
|  |                                                                        |  |  |  |  |  |  |  |  |  |  |  |  |
|  | Elizabeth Tilney * vor 1447; † 4. April 1497                           |  |  |  |  |  |  |  |  |  |  |  |  |
|  |                                                                        |  |  |  |  |  |  |  |  |  |  |  |  |
|  |                                                                        |  |  |  |  |  |  |  |  |  |  |  |  |

## Elisabeth als Motiv in Literatur, bildender Kunst, Oper und Film
Literatur
Elisabeth wurde vor allem als Gegenspielerin Maria Stuarts in der Literatur verewigt. Bekanntestes Beispiel ist Friedrich Schillers Schauspiel Maria Stuart (1800). Elisabeth ist auch die Heldin mehrerer historischer Romane, unter anderem von Susan Kay (Legacy, deutscher Titel Die Königin, 1985), Rosalind Miles (Königin von England, 1998), Cornelia Wusowski (Elisabeth I. Der Roman ihres Lebens, 2004) und Philippa Gregory (The Queen’s Fool, 2004, und The Virgin’s Lover, 2005). In Virginia Woolfs Roman Orlando verliebt sich Elisabeth als alte Frau in den jungen Adeligen Orlando. In der Verfilmung von 1992 spielt Quentin Crisp die Rolle der Königin. Tanja Kinkel verwendete die historische Personenkonstellation um Elisabeth, ihre Schwester Maria, den Vater Heinrich und das Motiv des Gattenmordes sowie Philipp von Spanien und Robert Dudley für eine sehr ähnlich angelegte Konstellation in ihrem historischen Roman Unter dem Zwillingsstern (1998).
Bildende Kunst
Elisabeth fand Eingang in die bildende Kunst des 20. Jahrhunderts. Ihre Rolle in der Geschichte der Frauen machte die feministische Künstlerin Judy Chicago deutlich: In ihrer Arbeit The Dinner Party widmete sie ihr eines der 39 Gedecke am Tisch. Eine Elisabeth-I.-Statue wurde 2006 auf Roanoke Island, North Carolina, USA, enthüllt.
Oper
Auf der Opernbühne tritt Elisabeth unter anderem in Rossinis Elisabetta regina d’Inghilterra und Donizettis Maria Stuarda, Il castello di Kenilworth und Roberto Devereux in Erscheinung. Benjamin Brittens Oper Gloriana hat die Essex-Verschwörung zum Thema und wurde 1953 aus Anlass der Krönung von Elisabeth II. uraufgeführt, die – ohnehin als keine große Opernfreundin bekannt – dem Vernehmen nach von der Oper enttäuscht war. Auch das Publikum konnte sich nicht für die als „national opera“ konzipierte, aber wenig staatstragende Oper begeistern, so dass Gloriana zu einem der wenigen Misserfolge in Brittens Opernkarriere wurde. Erst ab den 1990er-Jahren wurde die Oper von Theatern und Publikum wiederentdeckt. Den Konflikt zwischen Elisabeth und Maria Stuart nahm Wolfgang Fortner als Vorlage für seine 1972 in Berlin uraufgeführte Oper Elisabeth Tudor (Libretto: Matthias Braun und der Komponist).
Film
- 1913 spielte Sarah Bernhardt im Film Königin Elisabeth von England die Elisabeth
- 1937 spielte Flora Robson die Königin in Feuer über England (Fire over England)
- 1939 spielte Bette Davis die Königin in Günstling einer Königin (The Private Lives of Elizabeth and Essex)
- 1953 ist Jean Simmons die Hauptdarstellerin in Die Thronfolgerin, einem historischen Spielfilm über die Jugend der Königin Elisabeth I. von England. Als literarische Vorlage diente der Roman Die junge Bess (Originaltitel: Young Bess) von Margaret Irwin.
- 1998 kam die bekannteste Verfilmung von Elisabeths Lebensgeschichte, Elizabeth, in die Kinos, in dem ihre späte Jugend unter ihrer Halbschwester Maria und die ersten fünf Regierungsjahre beschrieben werden. Auch die Liebesbeziehung zu Robert Dudley spielt hier eine größere Rolle. Der Film endet mit der Zerschlagung der Ridolfi-Verschwörung, ist dabei aber historisch eher ungenau, indem Figuren wie Maria von Guise (alias Fanny Ardant), die Mutter Maria Stuarts, tragende Rollen erhalten, die historisch schlicht unkorrekt sind. Cate Blanchett erhielt für ihre Darstellung der Titelfigur einen Golden Globe und ihre erste Oscar-Nominierung. Insgesamt wurde der Film in sieben Sparten vorgeschlagen, gewann jedoch nur in der Kategorie Makeup. Im gleichen Jahr erhielt Shakespeare in Love weitere sieben Oscars, unter anderem auch für Judi Denchs acht Minuten langen Auftritt als gealterte Elizabeth.

Weitere Filme
- 1940 Der Herr der sieben Meere (The Sea Hawk)
- 1955 Die jungfräuliche Königin (The Virgin Queen)
- 1962: Pirat der sieben Meere (Il Dominatore dei sette mari)
- 2007 kam mit Elizabeth – Das goldene Königreich eine Fortsetzung der Verfilmung von 1998 in die Kinos. Hier wird Elisabeths Beziehung zu Sir Walter Raleigh und der Krieg gegen Spanien beschrieben. Die Rolle der Königin wurde wieder von Cate Blanchett übernommen. Eben jene erhielt für ihre Darstellung eine Golden-Globe- und eine Oscar-Nominierung.
- 2011 im Film Anonymus von Roland Emmerich wird Elisabeth ein Verhältnis mit Edward de Vere unterstellt, der sich als ihr unehelicher Sohn erweist. Aus dem Verhältnis geht ein weiterer unehelicher Sohn hervor.
- 2013 in Serie Reign über Maria Stuarts frühe Jahre Rachel Skarsten
- 2018 im Film Maria Stuart, Königin von Schottland wird ihre Beziehung zu Maria Stuart in fiktiven Briefen und ihrer beider Rollen in einer von Männern dominierten Welt thematisiert. Sie wird dargestellt von Margot Robbie.

In den zahlreichen Filmen über das Leben der schottischen Königin Maria Stuart verkörpert Elisabeth stets ihre Gegenspielerin. Darunter in Das Herz der Königin mit Zarah Leander, Maria von Schottland mit Katharine Hepburn, Maria Stuart, Königin von Schottland (1971) mit Vanessa Redgrave oder Maria Stuart, Königin von Schottland (2018) mit Saoirse Ronan. Häufig fällt Maria hier die Rolle der Märtyrerin zu, während Elisabeth als Antagonistin eher negativ dargestellt wird.
Fernsehen
Glenda Jackson spielte in Elizabeth R, einer sechsteiligen BBC-Serie. 1971 wurde die Serie mit fünf Emmys ausgezeichnet, darunter zwei für Jackson selbst.
Die neuesten Verfilmungen sind die vierstündige Serie Elizabeth I – The Virgin Queen von 2005 mit Anne-Marie Duff, die die komplette Regierungszeit umfasst, und die zweiteilige Verfilmung Elizabeth I von 2006 mit Helen Mirren in der Hauptrolle. Der erste Teil handelt von den Heiratsverhandlungen mit dem Herzog von Alençon, und dem Konflikt mit Maria Stuart. Der zweite Teil hat die Essex-Verschwörung zum Thema. Der Film gewann neun Emmys, unter anderem für Helen Mirren und Jeremy Irons als Leicester.
In der satirischen BBC-Fernsehserie Blackadder mit Rowan Atkinson in der Hauptrolle spielt Miranda Richardson die Rolle einer überkandidelten Elisabeth, die jedoch manchen Charakterzug des Originals treffend darstellt. In dieser Version fällt sie einem Giftanschlag zum Opfer.
Dokumentarfilme
Elisabeth I. – Verheiratet mit England. Buch: Christina Trebbi, Regie: Christian Twente, Michael Löseke. Deutschland, ZDF, Arte, 2013, 45 Min.
War of Thrones – Krieg der Könige (Staffel 2, 6 Folgen), Frankreich, France 5, ZDF, 2017, je 45 Min.